# Người Albania tại Canada
Người Canada gốc Albania (tiếng Anh: Albanians in Canada, tiếng Albania: shqiptaro-kanadezët; tiếng Pháp: albanais-canadien) là những người Canada có nguồn gốc tổ tiên và hậu duệ là người Albania toàn bộ hoặc một phần ở Canada. Họ theo dõi tổ tiên của mình đến các vùng lãnh thổ có đông người Albania ở Balkan trong số những vùng khác đến Albania, Ý, Kosovo, Bắc Macedonia và Montenegro. Họ là những tín đồ của tôn giáo khác nhau và chủ yếu là Kitô giáo, Hồi giáo cũng như Không tôn giáo.
Vào năm 2016, có 36.185 công dân Canada gốc Albania sống ở Canada. Người Canada gốc Albania chủ yếu phân bố ở các tỉnh Ontario và Québec sau đó là các cộng đồng đang phát triển ở Alberta và British Columbia.

## Dân số
Tính đến Điều tra dân số năm 2016, 36.185 cư dân Canada, hoặc khoảng 0,11% dân số Canada, cho biết họ có tổ tiên là người Albania. khoảng 72% dân số Albania cư trú tại tỉnh của Ontario, tiếp theo là Quebec và Alberta. Phần lớn dân số Albania chủ yếu tập trung ở vùng đô thị và đô thị kết tụ của Toronto và Montréal.

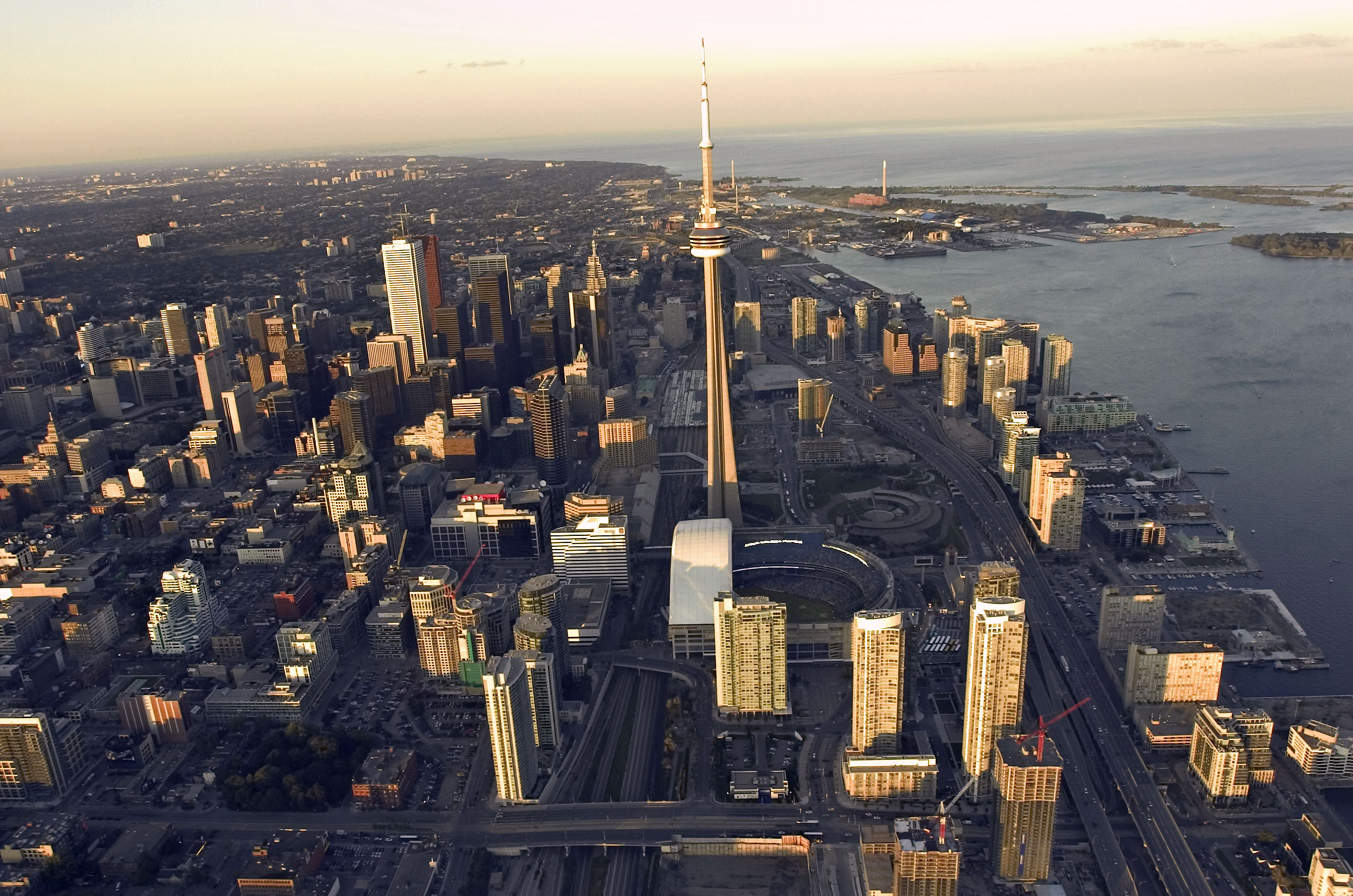
Ở Toronto, có khoảng 17.000 người Albania.

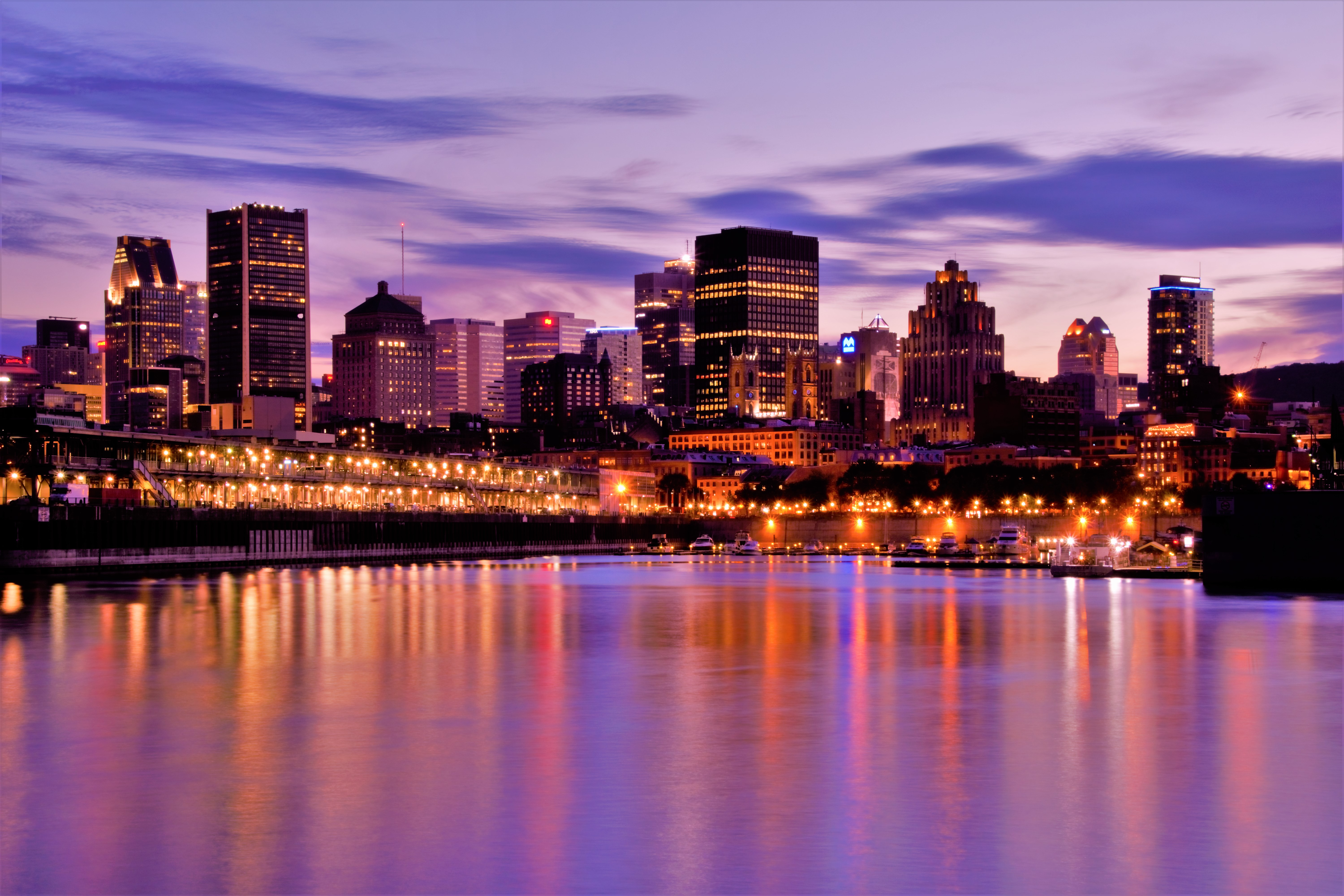
Ở Montréal, có khoảng 3.000 người Albania.

Ngoài ra còn có 2.870 cư dân Canada, hay khoảng 0,01% dân số Canada, nói rằng họ có tổ tiên là người Kosovar. Họ phân bố theo địa lý cũng như ở các khu vực cụ thể có dân cư Albania như ở Ontario, Québec và Alberta.
| Tỉnh bang hoặc vùng lãnh thổ | Người Albania 2011 | % 2011 | Người Albania 2016 | % 2016 |
| ---------------------------- | ------------------ | ------ | ------------------ | ------ |
| Alberta                      | 1.540              | 0,04%  | 2.935              | 0,08%  |
| British Columbia             | 1.380              | 0,04%  | 1.925              | 0,04%  |
| Manitoba                     | 265                | 0,02%  | 415                | 0,03%  |
| New Brunswick                | 115                | 0,02%  | 115                | 0,02%  |
| Newfoundland và Labrador     | 55                 | 0,01%  | 50                 | 0,01%  |
| Các Lãnh thổ Tây Bắc         | 15                 | 0,04%  | 0                  | 0,00%  |
| Nova Scotia                  | 70                 | 0,01%  | 285                | 0,03%  |
| Nunavut                      | 0                  | 0,00%  | 0                  | 0,00%  |
| Ontario                      | 21.175             | 0,17%  | 25.975             | 0,20%  |
| Đảo Hoàng tử Edward          | 115                | 0,08%  | 100                | 0,07%  |
| Québec                       | 3.425              | 0,04%  | 3.760              | 0,05%  |
| Saskatchewan                 | 120                | 0,01%  | 605                | 0,06%  |
| Yukon                        | 0                  | 0,00%  | 10                 | 0,03%  |
| Canada                       | 28.270             | 0,09%  | 36.185             | 0,11%  |